# Будаково
Будаково (алб. Budakovë) је насеље у општини Сува Река, Косово и Метохија, Република Србија.

## Становништво
| Демографија | Демографија | Демографија |
| Година      | Становника  | Становника  |
| ----------- | ----------- | ----------- |
| 1961.       | 1.127       |             |
| 1971.       | 1.374       |             |
| 1981.       | 1.576       |             |
| 1991.       | 1.891       |             |